# Tupaia nicobarica
Tupaia nicobarica é uma espécie de mamífero arborícola da família Tupaiidae. Endêmica das Ilhas Nicobar (Grande Nicobar e Pequena Nicobar).